# Opostegoides
Opostegoides — рід лускокрилих комах з родини опостегід.

## Опис
Геніталії самця: едеагуса розвинений; нижній край вінкулума увігнутий. Геніталії самки: антрум зі склерітізаціей у вигляді великої пластинки; анальна.

## Систематика
У складі роду:
- Opostegoides albella (Sinev, 1990)
- Opostegoides bicolorella (Sinev, 1990)
- Opostegoides minodensis (Kuroko, 1982)
- Opostegoides padiensis (Sinev, 1990)